# Кастелгранде
Кастелгра̀нде (на италиански: Castelgrande) е село и община в Южна Италия, провинция Потенца, регион Базиликата. Разположено е на 950 m надморска височина. Населението на общината е 988 души (към 2012 г.).